# 応声教院

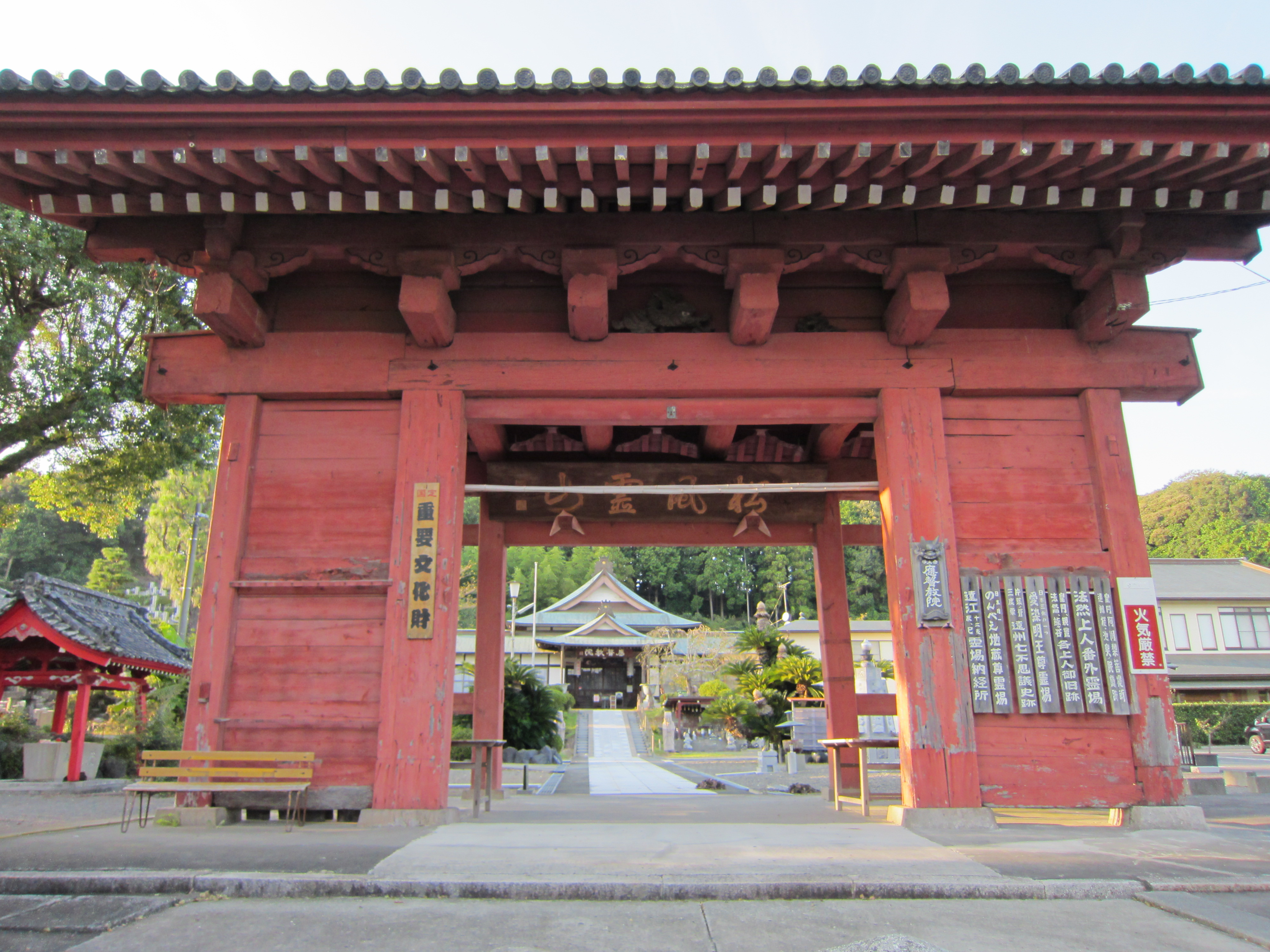
応声教院

応声教院（おうしょうきょういん）は、静岡県菊川市にある浄土宗の寺院。山号は松風霊山。本尊は阿弥陀如来。

## 歴史
この寺は、855年（斉衡2年）勅願により円仁が創建したと伝えられ、元は天台宗の寺院で天岳院と号したという。1175年（承安5年）浄土宗の僧法然がこの寺に入り浄土宗に改められたが、法然は師である皇円の菩提をこの寺で弔ったと伝えられる。

## 文化財

### 重要文化財（国指定）
- 山門 - 切妻造、本瓦葺き、正面3間、側面1間の門。江戸時代初期の建立で、元は静岡市の宝台院にあったものを1918年（大正7年）に移築した。寺院の八脚門は側面を2間とするのが通例だが、この門は側面を1間とする。太い角柱上に冠木を渡し、軒の出を腕木で支えるなど、全体の構造形式は城門に近い特異な門である。

## 石碑
牧之原台地の西にある「松本開墾」の功労者・松本丑太郎の徳を讃える石碑が、大正7年（1918年）10月、小笠郡河城村の澤水加原に建立された。題辞『百世常新』とあり、西園寺公望の揮毫による。篆額は大谷嘉兵衛、撰文は孫白詩で、撰文の書は松本君平による。昭和15年（1940年）海軍飛行場の建設に伴い、応声教院の山門前（石段西）に移され、現在もこの場所にある。

## 補註
1. ↑  孫白詩、中華民国の人。
2. 1 2  『西園寺公望揮毫の扁額・石碑を訪ねて』立命館大学史資料センター編、24頁（『百世常新』碑/第47項）

## 所在地
- 静岡県菊川市中内田915